# Associazione Calcio Siena 1977-1978
Questa voce raccoglie le informazioni riguardanti l'Associazione Calcio Siena nelle competizioni ufficiali della stagione 1977-1978.

## Stagione
Nella stagione 1977-1978 il Siena disputò il ventiduesimo campionato di Serie C della sua storia; giunto tredicesimo, fu inserito nella stagione successiva nella nuova Serie C2.

## Divise
| 1ª divisa |

## Organigramma societario
Area direttiva
- Presidente: Vittorio Beneforti

Area tecnica
- Allenatore: Ettore Mannucci, poi Antonio Monguzzi

## Rosa
| N. |                   | Ruolo | Calciatore              |
| -- | ----------------- | ----- | ----------------------- |
|    | Italia (bandiera) | P     | Fernando De Filippis    |
|    | Italia (bandiera) | D     | Giuseppe Giani          |
|    | Italia (bandiera) | D     | Riccardo Giovanardi     |
|    | Italia (bandiera) | D     | Walter Noccioli         |
|    | Italia (bandiera) | D     | Aldo Notari             |
|    | Italia (bandiera) | D     | Giacomo Perugini        |
|    | Italia (bandiera) | D     | Stefano Provvedi        |
|    | Italia (bandiera) | D     | Gerardo Tosolini        |
|    | Italia (bandiera) | C     | Fabio Besozzi Valentini |
|    | Italia (bandiera) | C     | Giancarlo Colombi       |

| N. |                   | Ruolo | Calciatore          |
| -- | ----------------- | ----- | ------------------- |
|    | Italia (bandiera) | C     | Giovacchino Di Maso |
|    | Italia (bandiera) | C     | Giampiero Forte     |
|    | Italia (bandiera) | C     | Luciano Gavazzi     |
|    | Italia (bandiera) | C     | Enzo Rambotti       |
|    | Italia (bandiera) | C     | Fabio Simoni        |
|    | Italia (bandiera) | A     | Emilio Ferranti     |
|    | Italia (bandiera) | A     | Luigi Gozzi         |
|    | Italia (bandiera) | A     | Raffaele Jesari     |
|    | Italia (bandiera) | A     | Andrea Lorenzetti   |
|    | Italia (bandiera) | A     | Eugenio Pazzaglia   |

## Risultati

### Serie C

#### Girone di andata
| Arbitro: | Simini (Torino) |

|                    |           |                          |
| Pasquali 5’ (rig.) | Marcatori | 45’ Colombi 65’ Rambotti |

| Arbitro: | Madonna (Torre del Greco) |

|                                                    |           |  |
| Ferranti 35’ Gavazzi 71’, 88’ Lo Franco 79’ (aut.) | Marcatori |  |

| Arbitro: | Lanzetti (Viterbo) |

|               |           |              |
| Pazzaglia 76’ | Marcatori | 40’ Vitulano |

| Arbitro: | Governa (Alessandria) |

|                                  |           |              |
| Ciulli 25’ Zanone 47’ Donati 80’ | Marcatori | 78’ Ferranti |

| Arbitro: | Paparesta (Bari) |

|                        |           |                      |
| Rambotti 51’ Giani 66’ | Marcatori | 3’, 40’, 53’ Turella |

| Arbitro: | Stillacci (Torino) |

|               |           |  |
| Canzanese 60’ | Marcatori |  |

| Siena 23 ottobre 1977 7ª giornata | Siena              | 0 – 0 | Giulianova | Stadio del Rastrello\| Arbitro: \| Manfredini (Pavia) \| |
| Arbitro:                          | Manfredini (Pavia) |       |            |                                                          |

| Arbitro: | Migliore (Salerno) |

|              |           |  |
| Marchini 48’ | Marcatori |  |

| Arbitro: | Cicia (Bassano del Grappa) |

|                                                        |           |  |
| Ferrini 20’ (aut.) Notari 54’ Pazzaglia 63’ Jesari 71’ | Marcatori |  |

| Arbitro: | Zumbo (Reggio Calabria) |

|                                  |           |               |
| Maiolino 17’ Tosolini 75’ (aut.) | Marcatori | 11’ Pazzaglia |

| Arbitro: | Mondoni (Milano) |

|                   |           |             |
| Simoni 17’ (rig.) | Marcatori | 47’ Cannata |

| Arbitro: | Migliore (Salerno) |

|            |           |  |
| D'Urso 35’ | Marcatori |  |

| Siena 4 dicembre 1977 13ª giornata | Siena              | 0 – 0 | Spezia | Stadio del Rastrello\| Arbitro: \| Gazzari (Macerata) \| |
| Arbitro:                           | Gazzari (Macerata) |       |        |                                                          |

| Arbitro: | Falzier (Treviso) |

|                          |           |  |
| Bagatti 35’ Vaccario 83’ | Marcatori |  |

| Arbitro: | Rinaldi (Caserta) |

|            |           |  |
| Jesari 77’ | Marcatori |  |

| Chieti 1º gennaio 1978 16ª giornata | Chieti          | 0 – 0 | Siena | Stadio Guido Angelini\| Arbitro: \| Facchin (Udine) \| |
| Arbitro:                            | Facchin (Udine) |       |       |                                                        |

| Massa 8 gennaio 1978 17ª giornata | Massese            | 0 – 0 | Siena | Stadio degli Oliveti\| Arbitro: \| Podavini (Brescia) \| |
| Arbitro:                          | Podavini (Brescia) |       |       |                                                          |

| Arbitro: | Garzi (Palermo) |

|            |           |              |
| Jesari 63’ | Marcatori | 16’ Angeloni |

| Arbitro: | Agate (Torino) |

|                                                 |           |  |
| Simonato 7’, 22’ Pelliccia 18’, 28’ Minozzi 35’ | Marcatori |  |

#### Girone di ritorno
| Arbitro: | Savalli (Trapani) |

|             |           |  |
| Gavazzi 22’ | Marcatori |  |

| Olbia 5 febbraio 1978 21ª giornata | Olbia             | 0 – 0 | Siena | Stadio Bruno Nespoli\| Arbitro: \| Lussana (Bergamo) \| |
| Arbitro:                           | Lussana (Bergamo) |       |       |                                                         |

| Livorno 12 febbraio 1978 22ª giornata | Livorno         | 0 – 0 | Siena | Stadio Ardenza\| Arbitro: \| Facchin (Udine) \| |
| Arbitro:                              | Facchin (Udine) |       |       |                                                 |

| Arbitro: | Colasanti (Roma) |

|            |           |  |
| Jesari 56’ | Marcatori |  |

| Arbitro: | Giaffreda (Roma) |

|                                     |           |               |
| Giovanardi 57’ (aut.) Ancelotti 77’ | Marcatori | 88’ Pazzaglia |

| Arbitro: | Madonna (Torre del Greco) |

|            |           |                             |
| Jesari 87’ | Marcatori | 58’ Canzanese 68’ Luteriani |

| Giulianova 12 marzo 1978 26ª giornata | Giulianova           | 0 – 0 | Siena | Stadio Rubens Fadini\| Arbitro: \| Cornegliani (Milano) \| |
| Arbitro:                              | Cornegliani (Milano) |       |       |                                                            |

| Arbitro: | Lanzafame (Taranto) |

|               |           |                                                           |
| Pazzaglia 87’ | Marcatori | 11’ Pezzato 33’ Manfrin 51’ (aut.) Giovanardi 70’ Lievore |

| Arbitro: | Savalli (Trapani) |

|            |           |  |
| Calisti 2’ | Marcatori |  |

| Siena 9 aprile 1978 29ª giornata | Siena       | 0 – 0 | Grosseto | Stadio del Rastrello\| Arbitro: \| Rufo (Roma) \| |
| Arbitro:                         | Rufo (Roma) |       |          |                                                   |

| Arbitro: | Ponzano (Alessandria) |

|          |           |              |
| Cini 64’ | Marcatori | 30’ Rambotti |

| Arbitro: | Canesi (Cremona) |

|                                 |           |                    |
| Pazzaglia 31’, 80’ Rambotti 35’ | Marcatori | 24’, 66’ Ciardelli |

| Arbitro: | Lombardo (Marsala) |

|  |           |                    |
|  | Marcatori | 63’, 82’ Pazzaglia |

| Siena 7 maggio 1978 33ª giornata | Siena             | 0 – 0 | Reggiana | Stadio del Rastrello\| Arbitro: \| Casella (Voghera) \| |
| Arbitro:                         | Casella (Voghera) |       |          |                                                         |

| Prato 14 maggio 1978 34ª giornata | Prato                | 0 – 0 | Siena | Stadio Lungobisenzio\| Arbitro: \| Cornegliani (Milano) \| |
| Arbitro:                          | Cornegliani (Milano) |       |       |                                                            |

| Arbitro: | Filippi-Filippi (Pavia) |

|                     |           |  |
| Brunetti 62’ (aut.) | Marcatori |  |

| Arbitro: | Mondoni (Milano) |

|                  |           |  |
| Forte 19’ (rig.) | Marcatori |  |

| Forlì 4 giugno 1978 37ª giornata | Forlì                      | 0 – 0 | Siena | Stadio Tullo Morgagni\| Arbitro: \| Esposito (Torre del Greco) \| |
| Arbitro:                         | Esposito (Torre del Greco) |       |       |                                                                   |

| Arbitro: | Magni (Bergamo) |

|               |           |              |
| Pazzaglia 35’ | Marcatori | 46’ Garzilli |

### Coppa Italia

#### Primo turno
| Siena 24 agosto 1977 | Siena | 2 – 0 | Grosseto | Stadio del Rastrello |

| Siena 28 agosto 1977 | Siena | 6 – 0 | Viterbese | Stadio del Rastrello |

| Grosseto 4 settembre 1977 | Grosseto | 1 – 0 | Siena | Stadio Comunale |

| Viterbo 7 settembre 1977 | Viterbese | 1 – 2 | Siena | Stadio della Palazzina |

#### Sedicesimi di finale
| Arezzo 26 ottobre 1977 Andata | Arezzo | 0 – 0 | Siena | Stadio Comunale |

| Siena 16 novembre 1978 Ritorno | Siena | 2 – 1 (d.t.s.) | Arezzo | Stadio del Rastrello |

#### Ottavi di finale
| Giulianova 8 febbraio 1972 Andata | Giulianova | 1 – 0 | Siena | Stadio Rubens Fadini |

| Siena 8 marzo 1978 Ritorno                   | Siena                | 1 – 0 (d.t.s.) | Giulianova | Stadio del Rastrello |
| \| \| \| \| \| \| Tiri di rigore 4 – 5 \| \| |                      |                |            |                      |
|                                              |                      |                |            |                      |
|                                              | Tiri di rigore 4 – 5 |                |            |                      |

## Statistiche

### Statistiche di squadra
| Competizione         | Punti | In casa | In casa | In casa | In casa | In casa | In casa | In trasferta | In trasferta | In trasferta | In trasferta | In trasferta | In trasferta | Totale | Totale | Totale | Totale | Totale | Totale | DR |
| Competizione         | Punti | G       | V       | N       | P       | Gf      | Gs      | G            | V            | N            | P            | Gf           | Gs           | G      | V      | N      | P      | Gf     | Gs     | DR |
| -------------------- | ----- | ------- | ------- | ------- | ------- | ------- | ------- | ------------ | ------------ | ------------ | ------------ | ------------ | ------------ | ------ | ------ | ------ | ------ | ------ | ------ | -- |
| Serie C              | 36    | 19      | 8       | 8       | 3       | 24      | 15      | 19           | 2            | 8            | 9            | 8            | 20           | 38     | 10     | 16     | 12     | 32     | 35     | -3 |
| Coppa Italia Semipro |       | 4       | 4       | 0       | 0       | 11      | 1       | 4            | 1            | 1            | 2            | 2            | 3            | 8      | 5      | 1      | 2      | 13     | 4      | +9 |
| Totale               | 36    | 23      | 12      | 8       | 3       | 35      | 16      | 23           | 3            | 9            | 11           | 10           | 23           | 46     | 15     | 17     | 14     | 45     | 39     | +6 |

### Statistiche dei giocatori[2][4]
| Giocatore            | Serie C  | Serie C | Coppa Italia Semipro | Coppa Italia Semipro | Totale   | Totale |
| Giocatore            | Presenze | Reti    | Presenze             | Reti                 | Presenze | Reti   |
| -------------------- | -------- | ------- | -------------------- | -------------------- | -------- | ------ |
| F. Besozzi Valentini | 24       | 0       | ?                    | ?                    | 24+      | 0+     |
| G. Colombi           | 29       | 1       | ?                    | ?                    | 29+      | 1+     |
| F. De Filippis       | 38       | -35     | ?                    | ?                    | 38+      | -35+   |
| G. Di Maso           | 5        | 0       | ?                    | ?                    | 5+       | 0+     |
| E. Ferranti          | 6        | 2       | ?                    | ?                    | 6+       | 2+     |
| G. Forte             | 6        | 1       | ?                    | ?                    | 6+       | 1+     |
| L. Gavazzi           | 25       | 3       | ?                    | ?                    | 25+      | 3+     |
| G. Giani             | 28       | 1       | ?                    | ?                    | 28+      | 1+     |
| R. Giovanardi        | 31       | 0       | ?                    | ?                    | 31+      | 0+     |
| L. Gozzi             | 1        | 0       | ?                    | ?                    | 1+       | 0+     |
| R. Jesari            | 35       | 1       | ?                    | ?                    | 35+      | 1+     |
| A. Lorenzetti        | 9        | 0       | ?                    | ?                    | 9+       | 0+     |
| W. Noccioli          | 34       | 0       | ?                    | ?                    | 34+      | 0+     |
| A. Notari            | 35       | 1       | ?                    | ?                    | 35+      | 1+     |
| E. Pazzaglia         | 30       | 10      | ?                    | ?                    | 30+      | 10+    |
| G. Perugini          | 12       | 0       | ?                    | ?                    | 12+      | 0+     |
| S. Provvedi          | 1        | 0       | ?                    | ?                    | 1+       | 0+     |
| E. Rambotti          | 30       | 5       | ?                    | ?                    | 30+      | 5+     |
| F. Simoni            | 33       | 1       | ?                    | ?                    | 33+      | 1+     |
| G. Tosolini          | 37       | 0       | ?                    | ?                    | 37+      | 0+     |